# Ciemiętniki
Ciemiętniki – wieś sołecka w Polsce położona w województwie świętokrzyskim, w powiecie włoszczowskim, w gminie Kluczewsko.
W latach 1975–1998 miejscowość administracyjnie należała do województwa piotrkowskiego.
| SIMC    | Nazwa    | Rodzaj                  |
| ------- | -------- | ----------------------- |
| 0541799 | Kresy    | część wsi               |
| 0541813 | Praczka  | przysiółek (do 2023 r.) |
| 0541807 | Za Rzeką | część wsi               |

## Historia
Ciemiętniki, wieś donacyjna, w powiecie włoszczowskim, gminie Kluczewsko, parafii Kurzelów, na prawym brzegu rzeki Pilicy, tuż przy jej zbiegu z rzeką Czarną, o 14 wiorst od Włoszczowy.

W roku 1827 wieś posiadała 22 domy i 149 mieszkańców. W roku 1882, mieszkańców 292.

Ogólna rozległość wynosiła 920 mórg z tego 20 mórg łąk, 5 mórg pastwisk, reszta to grunta orne, w połowie pod uprawę pszenicy.